# Moravské Předměstí

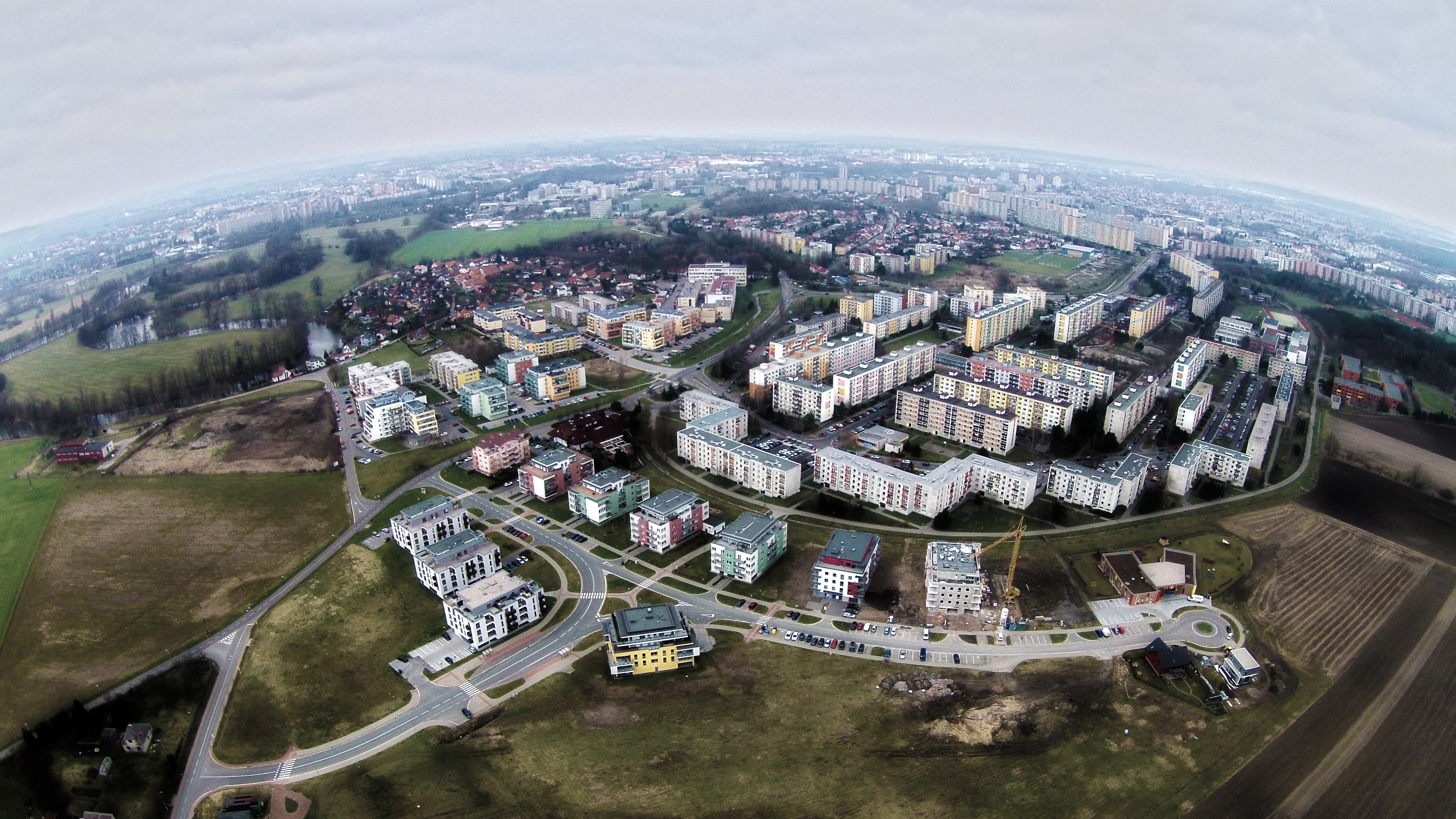
Luftbild

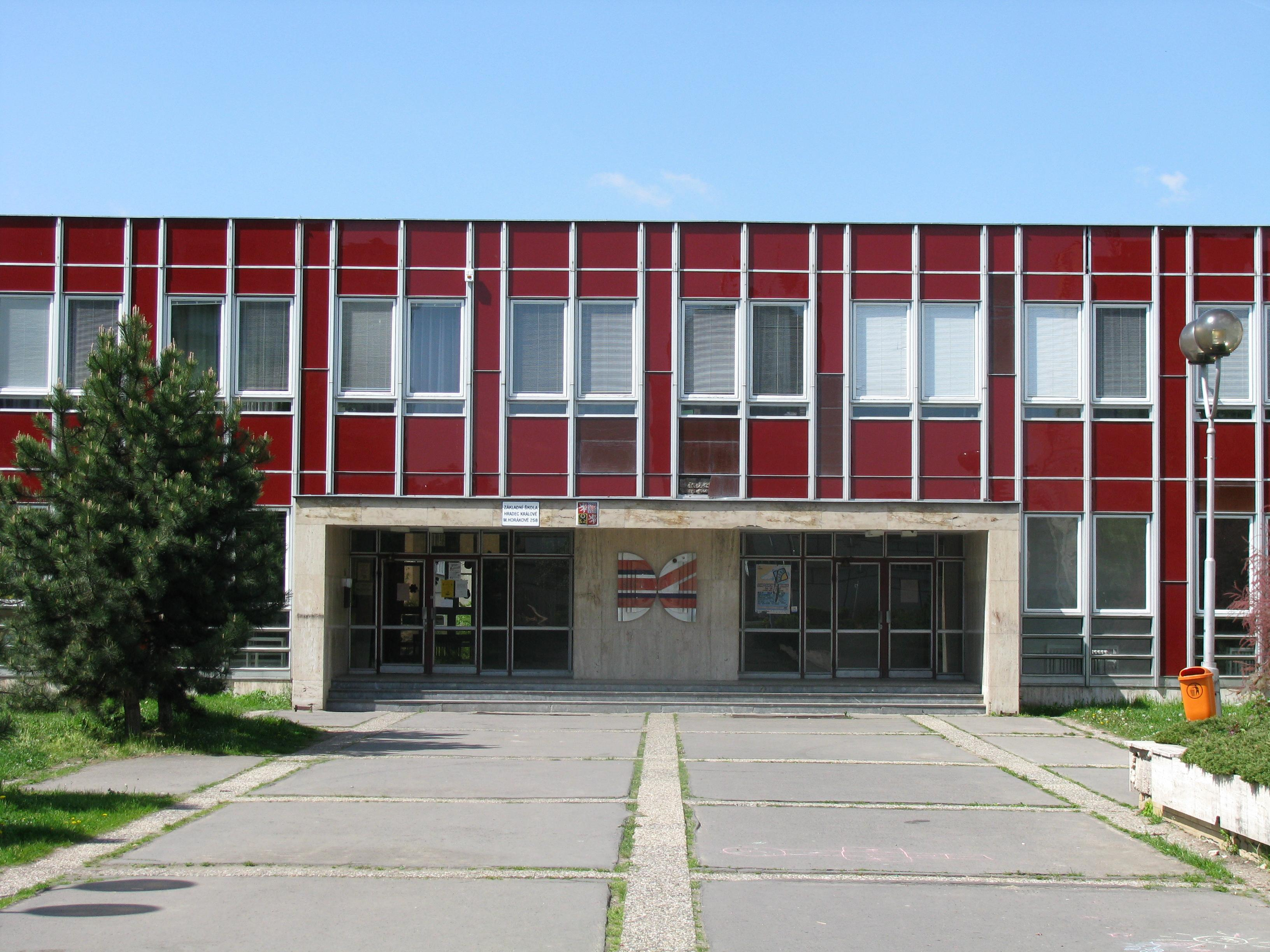
Grundschule Milada Horáková

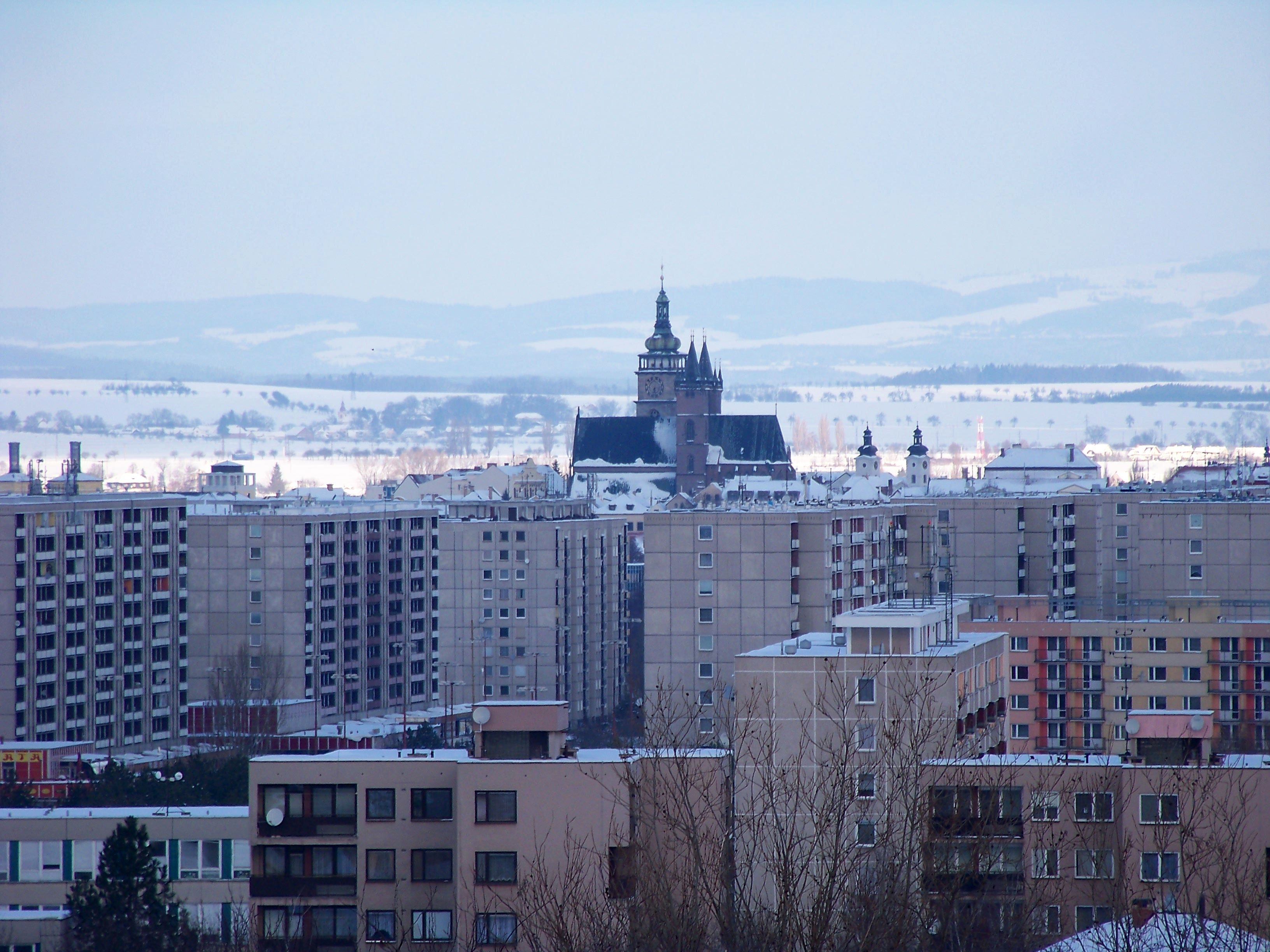
Blick von der Mährischen Vorstadt zum Stadtzentrum

Moravské Předměstí (deutsch Mährische Vorstadt) ist ein Ortsteil der Stadt Hradec Králové in Tschechien. Die Plattenbausiedlung liegt drei Kilometer südlich des Stadtzentrums von Hradec Králové und gehört zum Okres Hradec Králové.

## Geographie
Moravské Předměstí befindet sich nördlich des Kopec sv. Jana (Johannesberg, 273 m n.m.) am Nordwestabfall der Třebechovická tabule (Hohenbrucker Tafel). Der Ortsteil ist fast vollständig vom Ortsteil Třebeš umschlossen.
Nachbarorte sind Lhota pod Strání im Osten, Nový Hradec Králové und Kluky im Südosten, Kopec Sv. Jana und Roudnička im Süden, Na Mlýnku und Březhrad im Südwesten sowie Třebeš im Nordwesten.

## Abgrenzung
Als Moravské Předměstí wird übergreifend das ausgedehnte Neubaugebiet bezeichnet, das sich südlich des Stadtzentrums bis nach Nový Hradec Králové und an den Johannesberg erstreckt. Es besteht aus mehreren, vorwiegend in den 1970er bis 1990er Jahren errichteten Plattenbauvierteln. Lediglich an der Brněnská (Brünner Straße) besteht mit einigen Villen und den Betriebsgebäude der Firma Petrof ältere Bebauung.
Das Neubaugebiet ist in sieben Grundsiedlungseinheiten aufgeteilt, von denen lediglich eine – Moravské Předměstí V – den Stadtteil Moravské Předměstí bildet. Moravské Předměstí I, II, III, IV, VI und VII gehören (ganz oder anteilig) zu Nový Hradec Králové; Moravské Předměstí IV und VII anteilig zu Třebeš

## Geschichte
Das Gelände des heutigen Ortsteils war bis zum Anfang des 20. Jahrhunderts unbesiedeltes Ackerland zwischen den Ortschaften Třebeš, Kopec Sv. Jana, Lhota pod Strání und Nový Hradec Králové sowie der Ausspanne „Stadt Brünn“. Nördlich davon erstreckte sich bis an die Adler und Elbe das Übungsgelände der Festung Königgrätz. Im Jahre 1908 wurden die ersten Häuser linksseitig der Adler an der Brünner Straße errichtet; die neue Mährische Vorstadt war ein Teil der Stadt Königgrätz, blieb aber gänzlich unbedeutend und verdiente nicht die Bezeichnung Vorstadt. Auf dem Truppenübungsplatz Königgrätz verfolgten am 1. und 3. Juli 1910 ca. 30.000 Personen die Landung und den Start eines der ersten motorbetriebenen Flugzeuge in Böhmen.
In den 1910er Jahren entstanden erste Vorstellungen zur Anlegung eines neuen, südlichen Stadtteils von Königgrätz. Nach dem Ersten Weltkrieg griff der Architekt Oldřich Liska diese auf und legte konkrete Pläne vor, die jedoch nicht realisiert wurden. Nach dem Zweiten Weltkrieg entstanden neue Pläne, auf dem Gelände des Truppenübungsplatzes Na Plachtě einen neuen Campus der Pädagogischen Hochschule Hradec Králové zu errichten, die aber 1949 wieder verworfen wurden.
Erneut aufgegriffen wurden die Vorstellungen zur Errichtung einer Südvorstadt in den 1960er Jahren. Das im Rahmen eines städtebaulichen Wettbewerbs von den Prager Architekten Josef Němec und Karel Marhold vorgelegte Projekt erhielt den Zuschlag und wurde in den Jahren 1967–1968 umgesetzt. Mitte der 1970er Jahre wurde das Wohnviertel Moravské Předměstí V errichtet. Generalprojektant des gesamten Neubaugebietes mit 10.000 Wohnungen war der Architekt František Křelina. 1977 wurde die Grundschule „Milada Horáková“ errichtet, 1984 war die Grundschule „Mandysova“ fertiggestellt. Zum 1. März 1980 wurde das Viertel Moravské Předměstí V als neuer Ortsteil Moravské Předměstí aus dem Ortsteil Třebeš ausgegliedert.
Nach der Samtenen Revolution wurden die weiteren Entwicklungsmöglichkeiten des Neubaugebietes aus städtebaulicher Sicht stark eingeschränkt; 1990 wurden nur noch 460 Kleinwohnungen gebaut. Ein Teil der Straßen wurde umbenannt; aus der  ul. Dimitrova wurde die ul. Palachova, aus der ul. Marxova die třída Edvarda Beneše und aus der ul. Salvadora Allende die ul. Milady Horákové. 1993 wurden die Poliklinik III und das Einkaufszentrum „Las Vegas“ fertiggestellt.
Am 3. März 1991 hatte der Ortsteil 6785 Einwohner; beim Zensus von 2001 lebten in den 185 Wohnhäusern von Moravské Předměstí 6163 Personen.

## Ortsgliederung
Der Ortsteil Moravské Předměstí besteht aus der Grundsiedlungseinheit Moravské Předměstí V.
Moravské Předměstí ist der einzige Ortsteil von Hradec Králové ohne eigenen Katastralbezirk, er ist Teil des Katastralbezirkes Třebeš.
Der Ortsteil wird durch die örtlichen Selbstverwaltungskommissionen (Komise místní samosprávy) Moravské Předměstí jih, Moravské Předměstí sever und Moravské Předměstí východ vertreten.